# Yogi Bear (filme)
Yogi Bear (Brasil: Zé Colméia – O Filme / Portugal: Zé Colmeia é um filme estadunidense dirigido por Eric Brevig e escrito por Brad Copeland, Joshua Sternin e Jeffrey Ventimilia, e baseado na série de desenho animado The Yogi Bear Show. O filme é estrelado por Dan Aykroyd, Justin Timberlake, Tom Cavanagh, Anna Faris, T. J. Miller, Nate Corddry e Andrew Daly. Sua estreia se deu em 21 de janeiro de 2011 no Brasil em 3 de março do mesmo ano em Portugal. Foi distribuído pela Warner Bros. e produzido pela Hanna-Barbera Productions. É o primeiro longa-metragem da Hanna-Barbera lançado sem o apoio de produção de William Hanna e Joseph Barbera que morreram em 2001 e 2006, respectivamente.

## Enredo
Zé Colméia (dublado por Dan Aykroyd) e Catatau (dublado por Justin Timberlake) são dois ursos pardos que têm uma propensão a roubarem cestas de piquenique dos visitantes do Parque Jellystone. Os guardas do parque, Smith (Tom Cavanagh) e Jones ( T. J. Miller), procuram impedi-los. Enquanto isso, o prefeito Brown (Andrew Daly) percebe que sua cidade está enfrentando uma crise financeira devido a gastos exagerados da parte dele. Para financiar sua campanha eleitoral para ser o próximo governador do estado, o prefeito decide "encontrar algum lugar perdendo dinheiro para que ele possa ganhá-lo", e escolhe o Parque Jellystone, o lugar onde os ursos vivem. O parque é fechado e agora, vendo que sua casa está em perigo de ser destruída, Zé Colméia e Catatau, juntamente com o Guarda Smith e uma documentarista da natureza chamada Rachel Johnson (Anna Faris), assumem a missão de salvarem o local.

## Elenco
- Tom Cavanagh como Guarda Smith, o desajeitado guarda florestal chefe do Parque Jellystone. Adora seu trabalho, mas é sempre atrapalhado por Zé Colméia.
- Anna Faris como Rachel Johnson, uma documentarista da natureza e o interesse amoroso do Guarda Smith. Ela é chamada de "Mocinha do Filme" ou "Dona Moça do Filme" por Zé Colméia e Catatau. Ela passou algum tempo com os animais enquanto produzia um documentário e acabou aprendendo a raiva de um gorila e fixar pessoas como um leopardo das neves, além da língua dos ursos pardos selvagens.
- T. J. Miller como Guarda Jones, um atrapalhado guarda florestal do parque que é enganado pelo prefeito Brown para conseguir fechar Jellystone.[3][4][5][6][7][8]
- Andrew Daly como Prefeito R. Brown, o principal antagonista do filme. Ele é o ganancioso prefeito da cidade de Franklin que quer fechar Jellystone, de forma que ele possa ganhar dinheiro para se tornar governador.
- Nate Corddry como o Chefe de gabinete (Dr. Puxa-Saco), o assistente e comparsa puxa-saco do Prefeito Brown.

### Vozes
- Dan Aykroyd como Zé Colmeia, um urso pardo antropomórfico que mora no Parque Jellystone e vive roubando as cestas de piquenique dos visitantes.
- Justin Timberlake como Catatau, o ursinho ajudante e melhor amigo de Zé Colméia, e às vezes a voz da razão.
- Robert Thompson Josh como O Narrador.

## Produção
Em 2 de outubro de 2008, foi confirmado que um filme live-action/CGI do Zé Colmeia estava em produção. Ash Brannon seria o diretor do filme, mas foi substituído por Eric Brevig, quando decidiram que o filme seria um projeto 3-D.

## Lançamento
Yogi Bear originalmente estrearia em 25 de junho de 2010, mas foi adiado para 17 de dezembro de 2010 para evitar concorrência com o filme Gente Grande.
O filme foi acompanhado pelo curta-metragem Rabid Rider, dos Looney Tunes, estrelado por Papa-Léguas e Coiote.

### Marketing
O primeiro trailer do filme foi lançado online em 28 de julho de 2010. Foi também exibido em exibições dos filmes Como Cães e Gatos 2: A Vingança de Kitty Galore e Alpha and Omega. Um segundo trailer foi lançado com A Lenda dos Guardiões e um terceiro trailer estreou com Megamente, Enrolados e Harry Potter e as Relíquias da Morte – Parte 1. Um dos trailers foi também exibido em exibições de Tron: O Legado no Reino Unido.

### Mídia doméstica
A Warner Home Video lançou o filme em Blu-ray e DVD em 22 de março de 2011 em quatro versões:
- DVD (edição em disco único)
- Blu-ray (edição em disco único)
- Pacote combinado de Blu-ray + DVD + Cópia digital
- Pacote combinado de Blu-ray 3D + Blu-ray + DVD + Cópia digital

## Recepção
Yogi Bear teve recepção mista para negativa por parte da crítica especializada. No site agregador de críticas Rotten Tomatoes, 13% das 106 avaliações dos críticos são positivas, com uma classificação média de 3,6/10. O consenso crítico do site diz "Os efeitos 3D e elenco de voz estrelado são conforto frio por seu agressivo e medíocre roteiro". O Metacritic, que usa uma média ponderada, atribuiu ao filme uma pontuação de 35 em 100, baseado em 23 críticos, indicando críticas "geralmente desfavoráveis". As audiências consultadas pelo CinemaScore deram ao filme uma nota média de "B" na escala A + a F.
A Common Sense Media deu ao filme uma estrela, dizendo que "a comédia familiar mais do que a média nem impressiona as crianças". A IGN deu ao filme 4.0 / 10 e resumiu sua resenha dizendo: "É claro que Yogi Bear é um filme infantil. E supõe-se que ele funcione nesse nível (as crianças na exibição de imprensa que participei pareciam levemente divertidas). Mas aprendemos há muito tempo que filmes infantis podem funcionar em mais de um nível, e isso não é algo que interessa ao diretor Eric Brevig ( Viagem ao Centro da Terra 3-D ) ou aos roteiristas. O resultado é um filme que é mais burro do que o urso comum. Embora pelo menos tenha uma piada de xixi. "
Uma das poucas críticas positivas veio dos críticos de cinema do Spill.com, que apreciaram o filme por se manter fiel ao material original e por não tentar " exagerar ", comparando-o com Alvin e os Esquilos (2007), outro filme em live-action com CGI que também foi mal recebido pela crítica especializada.
Apesar de todas as críticas ao filme, muitos críticos elogiaram as atuações de voz de Dan Aykroyd e Justin Timberlake como Zé Colmeia e Catatau, juntamente com os efeitos 3D e visuais

## Sequência
Em 2011, foi anunciado que a Warner Bros. faria uma sequência do filme, com Jay Chandrasekhar como diretor e Joshua Sternin e Jeffrey Ventimilia retornando como roteiristas. Mas não se teve mais notícias da sequência até 2020.